# 息子
息子（むすこ）は、男性である子供、即ち本人の1親等直系卑属のうち男性である者。対義語は娘または父。

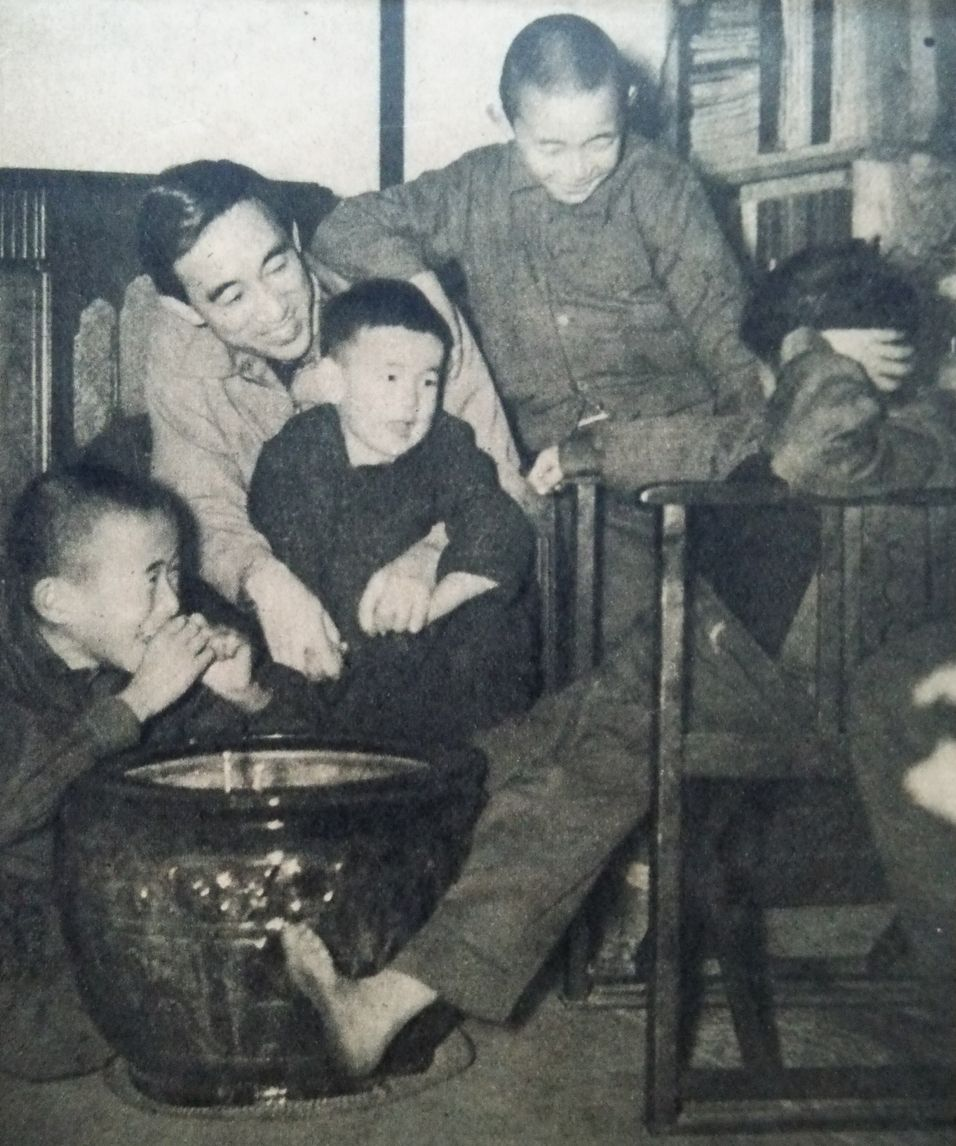
探偵小説家　関四郎と息子たち	『アサヒグラフ』 1950年2月1日号

実子または養子の場合がある。また配偶者の息子も「（義理の）息子」と表現する場合が多い。自分の息子を卑下して言う場合には、倅（せがれ：他人の息子をぞんざいに言う場合もある）、愚息（ぐそく）などともいう。
娘の夫（婿）を義理の息子ともいう。

## 語源
産す子（むすこ）＝産んだ男子　→　息子（むすこ）

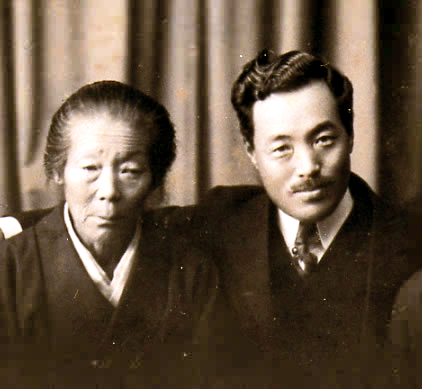
母野口シカと細菌学者、野口英世

## その他の用法

### 派生語
男性の孫（子供の息子）を孫息子という。対義語で、女性の孫（子供の娘）は孫娘、親の父は祖父という。

### 父称
父系制の民族では父親または男系祖先の名を姓または父称として用いることがあるが、それに「～の息子」という意味の語をつける場合も多い。例えばイングランド系のソン（-son）、アイルランド系のフィッツ（Fitz-：フランス語のFils「息子」から）、アラブ系のイブン（Ibn-）またはビン（Bin-）など。

### キリスト教
キリスト教の三位一体（父と子と聖霊）における「子」（「神なる子」イエス・キリストのこと）や、「人の子」（福音書におけるイエス・キリストの自称）は、元来の呼び方は「息子」だが、日本語では慣習的に「子」と呼んでいる。

### 俗語
江戸時代ごろから使われている俗語で、陰茎のこと。

### 楽曲タイトル
- 「ANAK (息子)」 - フィリピンの歌手であるフレディー・アギラの作曲。日本においては杉田二郎、加藤登紀子らの同名カバー曲が知られている。
- 「息子」 - 奥田民生が1995年に発表した楽曲。

### 息子がモチーフの作品
- タイトルに「息子」を含むページの一覧
- ふたりの息子のたとえ
- 放蕩息子
- 火事息子
- 怪獣島の決戦 ゴジラの息子
- ピンク・パンサーの息子
- 霊幻道士2 キョンシーの息子たち!
- オレの息子は元気印
- 461個の弁当は、親父と息子の男の約束。
- 息子のまなざし
- ろばを売りに行く親子
- 親子酒
- 親子茶屋
- 大人の見る繪本 生れてはみたけれど
- マザコン刑事の事件簿